# Annette Ziegler
Annette Ziegler (Grand Rapids, Míchigan, Estados Unidos, 6 de marzo de 1964) es una abogada y juez estadounidense que actualmente forma parte del Tribunal Supremo de Wisconsin.
Ziegler recibió un título de grado en Artes de Psicología y Administración de Empresas en la Universidad de Hope, y obtuvo un grado de ley de Escuela de Ley Universitaria de Marquette.

## Elección del Tribunal Supremo de Wisconsin
Ziegler con su candidato amigo, Linda Clifford ganaron las elecciones primarias votadas en febrero. La campaña fue contenciosa; Clifford contendió que Ziegler era incapaz de ser objetiva. Ziegler contendió que Clifford nunca había sido juez y estaba mal preparada para hacer el trabajo; también levantó preocupaciones de aproximadamente dos de los trabajadores de las campaña de Clifford. El 3 de abril de 2007, Ziegler derrotó a Clifford en la elección, con un margen del 58% y Clifford con 42%.